# Whittaker-Preis
Der Whittaker-Preis (Sir Edmund Whittaker Memorial Prize) der Edinburgh Mathematical Society wird für herausragende Arbeiten in Mathematik (Reine Mathematik, Angewandte Mathematik, Statistik, mathematische Physik) verliehen. Die Preisträger dürfen zum Zeitpunkt der Verleihung höchstens 35 Jahre alt sein und müssen mit schottischen Universitäten verbunden sein, entweder mit einem Abschluss an einer solchen Universität oder mindestens drei Jahre Forschungsaufenthalt. Das Preisgeld ist mindestens 50 Pfund. Er ist nach Edmund Taylor Whittaker benannt, der Professor in Edinburgh war, und wurde von dessen Sohn John Macnaughten Whittaker, ebenfalls Mathematikprofessor, 1956 gestiftet (und mit einer Summe von 500 Pfund ausgestattet). Der Abstand zwischen den Verleihungen betrug anfangs vier Jahre, zuletzt zwei Jahre.

## Preisträger
- 1961: A. G. Mackie, Andrew Hugh Wallace
- 1965: John Bryce McLeod (Oxford, Pittsburgh, Analysis)
- 1970: Derek J. S. Robinson (University of Illinois at Urbana Champaign, emeritiert, Algebra)
- 1973: Alexander Munro Davie
- 1977: Gavin Brown (Universität Sydney), Charles A. Stuart (Universität Sussex, Angewandte Mathematik)
- 1981: John M. Ball (Oxford)
- 1985: Jim Howie (Heriot-Watt University, Topologie)
- 1989: Andrew Lacey (Heriot Watt University, Angewandte Mathematik), Michael Röckner (Universität Bielefeld, Analysis, Wahrscheinlichkeitstheorie)
- 1993: Mitchell Berger (Universität Exeter, Knotentheorie mit Anwendungen in Astrophysik), Alan Reid (Universität Texas, niedrigdimensionale Topologie, diskrete Gruppen und hyberbolische Mannigfaltigkeiten)
- 1997: Alan Rendall (Max-Planck-Institut für Gravitationsphysik, Potsdam), für mathematische Arbeiten aus dem Umfeld der Allgemeinen Relativitätstheorie
- 2001: Michael McQuillan und Jonathan Sherratt (Heriot-Watt University, mathematische Modellierung in Medizin und Biologie, zum Beispiel Krebs)
- 2005: Tom Bridgeland (Universität Sheffield), algebraische Geometrie und Verbindungen zur Stringtheorie
- 2009: Agata Smoktunowicz (Universität Edinburgh)
- 2013: Stuart White (Universität Glasgow), Funktionalanalysis
- 2016: Arend Bayer (Universität Edinburgh), Algebraische Geometrie
- 2019: Michela Ottobre (Heriot-Watt University)
- 2021: Ben Davison (University of Edinburgh)
- 2023: Jonathan Fraser (University of St Andrews)[1]